# 小蒙塔尼茨山

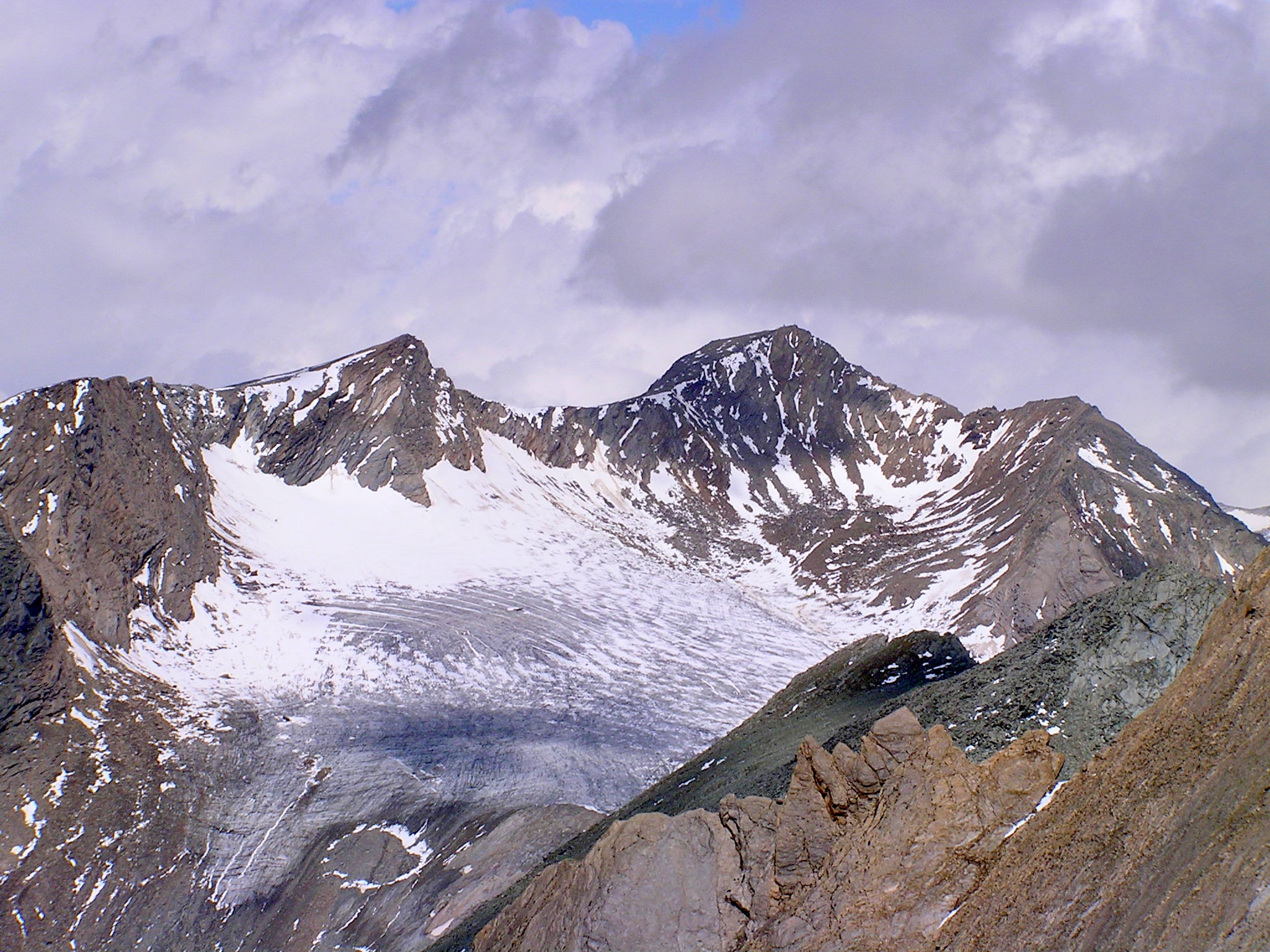

47°04′09″N 12°35′06″E / 47.069093°N 12.584959°E
小蒙塔尼茨山（德語：Kleiner Muntanitz），是奧地利的山峰，位於該國西部，由蒂羅爾州負責管轄，屬於格拉納特山脈的一部分，海拔高度3,192米，人類在1891年首次登頂，每年平均降雨量2,073毫米。